# Boukan
Boukan (en persan : بوكان, en kurde : Bokan ; aussi romanisée en Bukan, Bokan, ou Bowkān) est une ville en Azerbaïdjan-Occidental dans le nord-ouest de l'Iran comptant environ 213 000 habitants.

## Géographie
Boukan est le chef-lieu de la préfecture de Bukan dans la province d'Azerbaïdjan-Occidental dans le nord-ouest de l'Iran. Elle se trouve à 477 km à l'ouest de Téhéran. Boukan est sise au sud du lac Ourmia à environ 1 300 mètres d'altitude. La ville est située sur la rive orientale de la Sīmīnarūd (Tatahūčāy en turc), connu localement sous le Comi Bokan, sur la route entre Saqqez et Miandoab.

## Démographie
La population est estimée à 213 331 habitants (2017). Au recensement de 2006, la population était de 149 340 habitants, en 32 488 familles. En 2012, sa population était estimée à près de 171 773 habitants répartis en 43 543 familles.

## Économie
Boukan est la troisième plus grande ville industrielle en Azerbaïdjan-Occidental.